# Petrus en Pauluskerk (Weimar)
De Stadskerk van de HH. Petrus en Paulus (Duits: Stadtkirche St. Peter und Paul) is een kerk in Weimar, Duitsland en wordt naar de theoloog Johann Gottfried von Herder ook Herderkerk (Herderkirche) genoemd. Het is het belangrijkste kerkgebouw van de stad en sinds de reformatie in 1525 een lutherse kerk.

## Geschiedenis

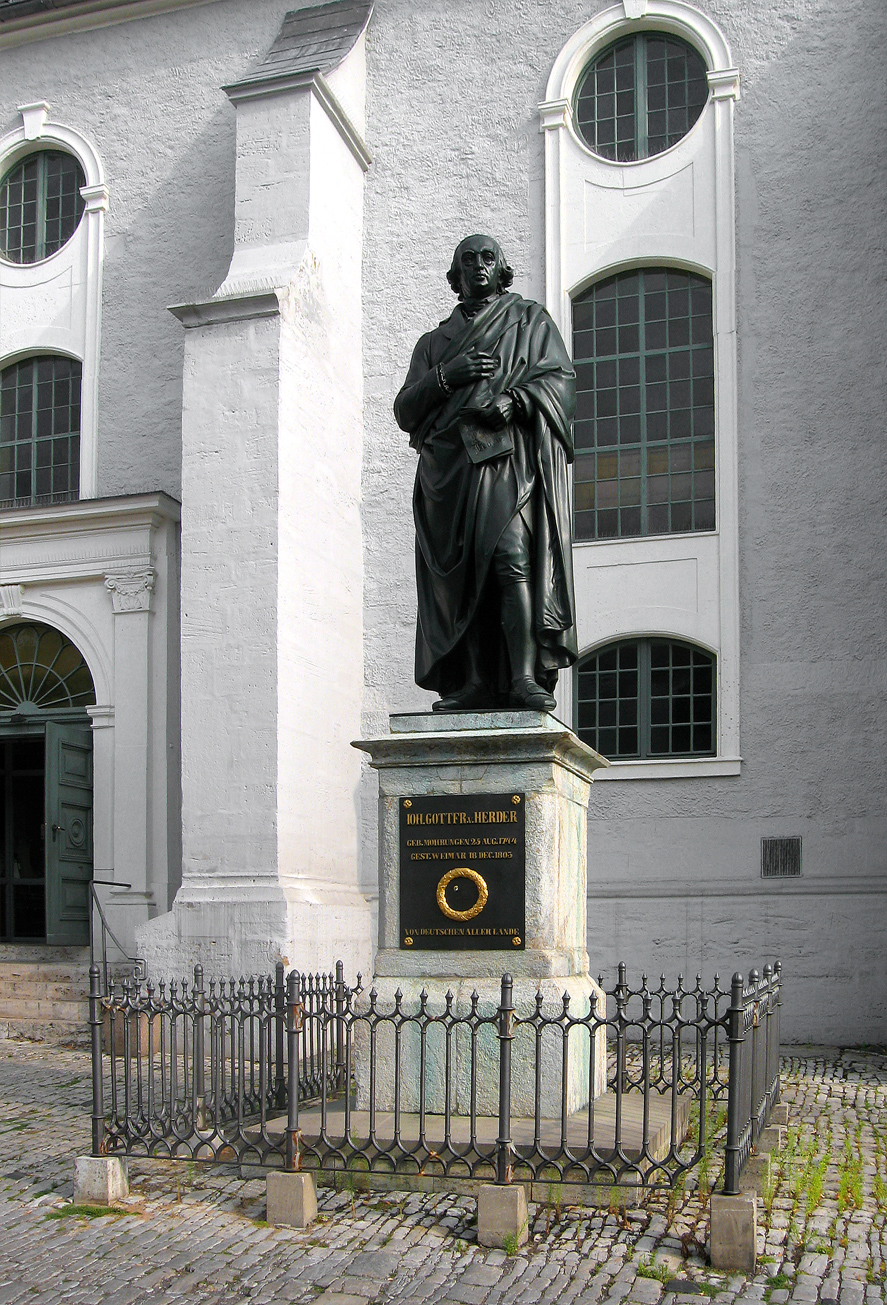
Monument Johann Gottfried Herder

De eerste kerk werd in de jaren 1245-1249 op dezelfde locatie gebouwd, maar door brand verwoest in 1299. Alleen de fundamenten bleven bewaard. Het tweede gebouw werd zwaar beschadigd tijdens de stadsbrand van 1424. Het huidige gebouw gaat terug op een hallenkerk in de late gotische stijl, gebouwd tussen 1498 en 1500. Het koor diende als de begraafplaats van de leden van het Huis Wettin in de Ernestijnse hertogdommen. Sinds 1525 is het een luthers kerkgebouw en Maarten Luther heeft hier nog gepreekt.
De bijnaam Herderkerk werd gegeven omdat de beroemde theoloog en filosoof Johann Gottfried Herder hier van 1776 tot zijn overlijden in 1803 als superintendent werkte. Herder werd op het kerkhof van de stadskerk begraven. Ook het plein werd na de oprichting van het Herdermonument in 1850 naar Herder vernoemd. Achter de kerk herinnert een plaquette aan de vroegere ambtswoning van Herder.
Tegen het einde van de Tweede Wereldoorlog werd de kerk op 9 februari 1945 door bommen zwaar beschadigd. Het 19 meter hoge dak en de houten gewelven werden grotendeels verwoest en de stenen gewelven in de oostelijke delen stortten in. Nagenoeg het gehele interieur ging hierbij verloren. Sinds 1945 volgde de opruiming van het puin en van 1948 tot 1953 volgde de wederopbouw. Op 14 juni 1953 werd de kerk opnieuw ingewijd. Een restauratie van de inventaris vond plaats tot 1977.
Sinds december 2012 werd de Herderkerk in de Nagelkruisgemeenschap van de tijdens de Tweede Wereldoorlog verwoeste kerken opgenomen. De Internationale Nagelkruisgemeenschap is een wereldwijde beweging voor vrede, gerechtigheid en verzoening en ontstaan in het Britse Coventry. In de Tweede Wereldoorlog werd de kathedraal van Coventry door Duitse bommenwerpers vernietigd. Van de in het puin gevonden spijkers werd het eerste Nagelkruis gevormd. Met de verlening van dit internationale symbool van verzoening en de opname in de Nagelkruisgemeenschap verplicht de kerkelijke gemeente zich om deel te nemen aan het verzoeningswerk van Coventry.
In december 1988 leverde de toenmalige superintendent de vijf bezetters van kerk, die daarmee hun uitreis wilden afdwingen, uit aan de Oost-Duitse veiligheidsdiensten. De bezetters en vier medeplichtigen kregen hoge gevangenisstraffen. Na die Wende werd ontdekt dat de superintendent tot de bijna 80 geestelijken en kerkelijke medewerkers in Thüringen hoorde, die nauw met de Stasi hadden samengewerkt. De kerk en het plein speelden tijdens de herfst van 1989 ook een rol bij de vreedzame revolutie.
Sinds 1998 staat de kerk samen met 11 andere sites van Klassiek Weimar op de Unesco-Werelderfgoedlijst.

## Inrichting

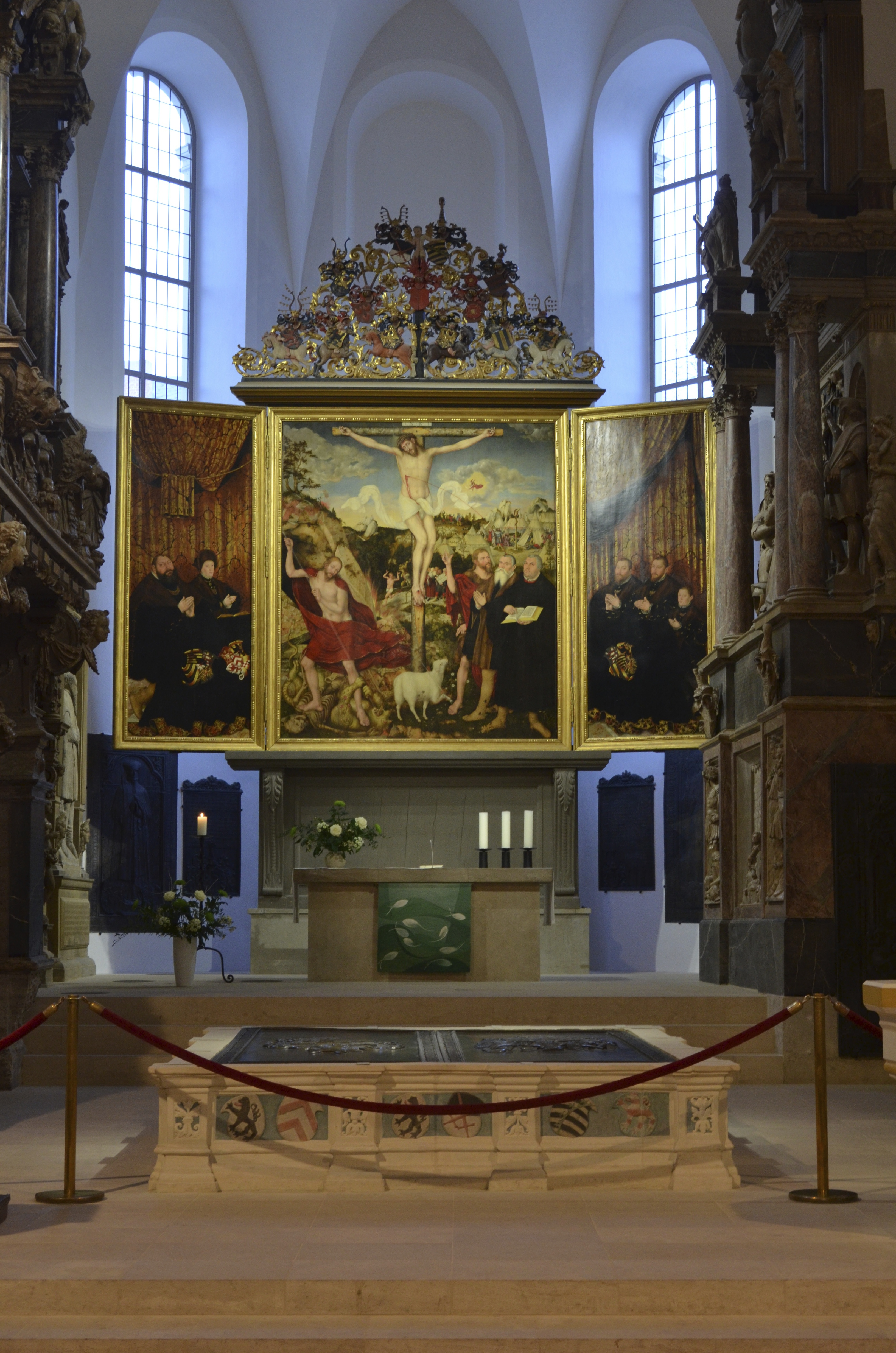
Altaar

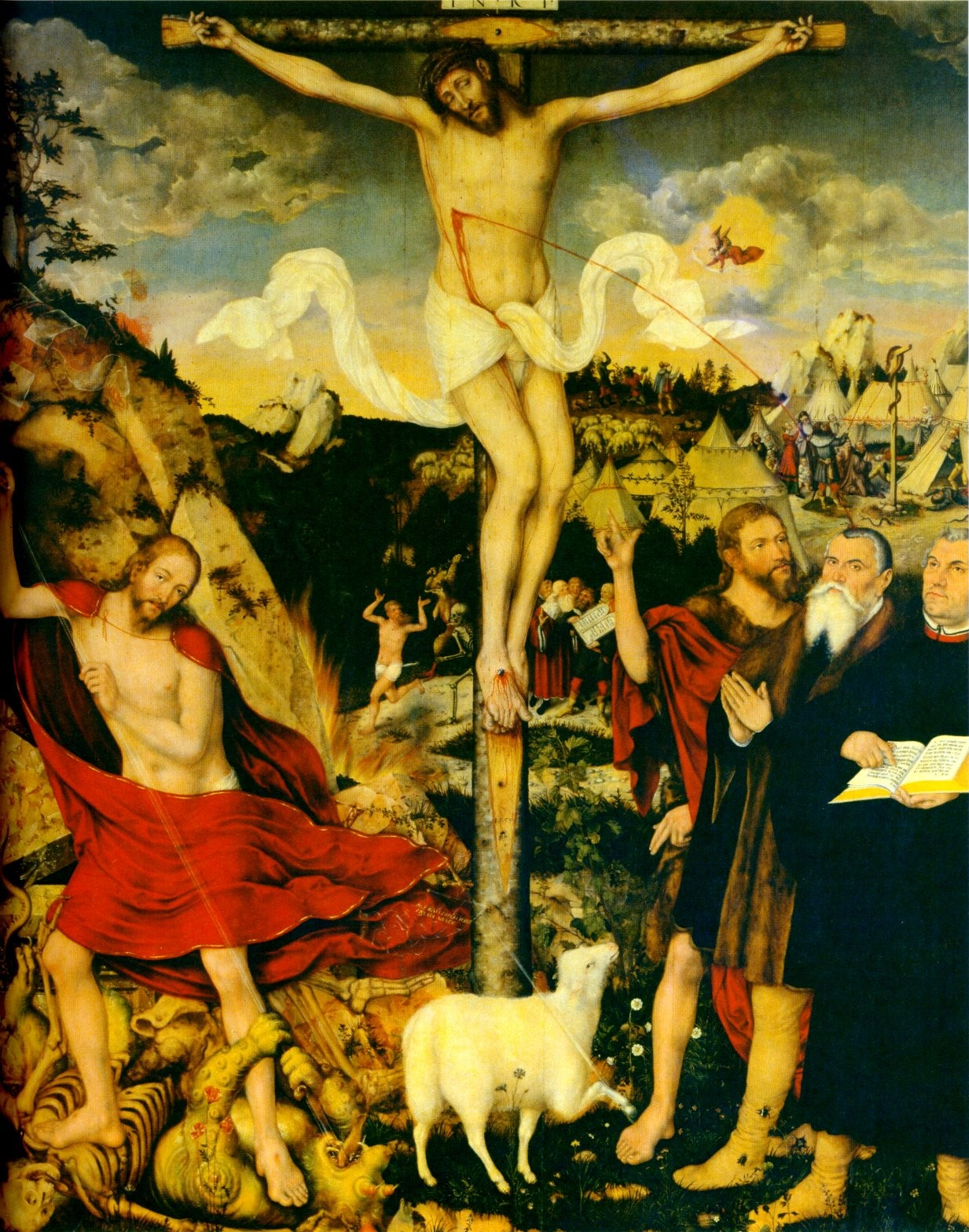
Centraal paneel van het drieluik

#### Altaarstuk
Het drievleugelige altaarstuk van de stadskerk werd door Lucas Cranach de Jongere geschilderd tussen 1552 en 1555. Lang werd aangenomen, dat de eerste aanzet gemaakt was door zijn vader Lucas Cranach de Oude in het jaar van diens overlijden. Het behoort tot de belangrijkste Thüringse kunstwerken van de 16e eeuw. In de altaarruimte staat eveneens de originele grafplaat van Lucas Cranach de Oude. Even belangrijk als het altaarstuk is de zogenaamde Lutherschrijn, een drieluik met schilderijen van Maarten Luther.
Tijdens de Tweede Wereldoorlog was het stuk elders opgeslagen en heeft het zodoende de luchtaanvallen van 1945 overleefd.

#### Vorstelijke bijzettingen
Vanaf het midden van de 16e eeuw tot het begin van de 17e eeuw was de stadskerk de grafkerk van het in Weimar residerende Huis Wettin. Hertogin Anna Amalia werd als laatste regentes naar eigen wens in 1807 in de stadskerk bijgezet. Van de volgende personen zijn de grafmonumenten en tombes nog aanwezig:
- Keurvorst Johan Frederik I van Saksen (1503–1554),
- diens echtgenote Sibylla van Kleef (1512–1554),
- Agnes van Hessen(1527–1555),
- Hertog Johan Willem van Saksen-Weimar (1530–1573),
- diens echtgenote Dorothea Suzanna van de Rijnpalts (1544–1592),
- Hertog Frederik Willem I van Saksen-Weimar (1562–1602),
- diens eerste echtgenote Sophia van Württemberg (1563-1590),
- Hertog Johan III van Saksen-Weimar (1570–1605),
- en diens echtgenote Dorothea Maria van Anhalt (1574–1617),
- Hertogin Anna Amalia van Brunswijk (1739–1807)

## Orgel
Het orgel van de stadskerk werd in het jaar 2000 door de orgelbouwfirma W. Sauer uit Frankfurt (Oder) achter de historische orgelkast gebouwd. Het betreft een reconstructie van het Walcker-orgel uit 1907. Het Walcker-orgel raakte tijdens de oorlog ernstig beschadigd, maar werd na de oorlog gedeeltelijk hersteld. Bij de bouw van het nieuwe Sauer-orgel werden enkele registers en de speeltafel opnieuw gebruikt. Het instrument bezit 53 registers en heeft sleepladen en een mechanische speeltractuur. De registertractuur en koppels zijn elektrisch.